# Bassin's Black Bass with Hank Parker
Bassin's Black Bass with Hank Parker, in Giappone Super Black Bass 2 (スーパーブラックバス２?), è un videogioco di pesca sviluppato dalla Starfish e pubblicato dalla HOT・B per Super Nintendo Entertainment System.
Per vincere bisogna essere i primi nel torneo di pesca. Nella versione americana, il giocatore compete contro Hank Parker nella finale.

## Ambientazione
Ambientato in uno stato sconosciuto degli Stati Uniti, si gioca nei pressi di tre laghi e vicino ad un fiume.
- Green Valley Lake: l'ambientazione del torneo amatoriale, è un lago ghiacciato, piuttosto piano e con una vegetazione invernale variegata.
- Onyx River: altra ambientazione del torneo amatoriale, Onyx River prende il nome dal fiume poco limpido per via dei sedimenti. Il flusso delle acque, combinato ai sedimenti eccessivi, sfavorisce la crescita di piante e arbusti. Il flusso delle acque parte da Nord e scorre fino a Sud Est, proseguendo lungo delle anse, nate per via dell'erosione.
- Bronze Lake: l'ambientazione del torneo professionale, in passato era una valle contadina, poi il fiume da cui traeva sostentamento fu arginato. Un insediamento umano immenso, le dighe ne sono il simbolo maggiore, così come la fogna in una cella a nord est. Gli alberi sono morti.
- Bluestone Lake: scelto per il Campionato Mondiale di Bassin, il nome è dovuto alle profonde acque bluastre. Sono presenti anche un ponte e delle automobili sprofondate nell'acqua[1].